# Newton (Carolina del Nord)
Newton è una località degli Stati Uniti d'America, capoluogo della contea di Catawba, nello Stato della Carolina del Nord.
Vi è nata la cantante e pianista Tori Amos.